# Svetsbarhet
Svetsbarhet är ett mått för ett material för att ange hur väl det fungerar för svetsning.   

## Beskrivning
Vid svetsning används kolekvivalenten för att förstå hur de olika legeringselement påverkar hårdheten hos stålet som svetsas. Detta är direkt relaterat till väteinducerade sprickor (vätesprickor, kallsprickor), den vanligaste svetsdefekten hos stål, därav är kolekvivalenten det vanligaste sättet att i förväg bestämma svetsbarheten.  Högre koncentrationer av kol och andra legeringselement, såsom mangan, krom, kisel, molybden, vanadin, koppar och nickel tenderar att öka hårdheten och minska svetsbarheten. 
Måttet på svetsbarhet används för att välja svetsmetod eller för att i förväg jämföra svetskvaliteten hos olika material.  

## Beräkning
Svetsbart stål har (ungerfärligt värde) kolekvivalenten {\displaystyle {CE}\leq 0,45\%}
{\displaystyle {CE}=C+{\frac {Mn}{6}}+{\frac {Cr+Mo+V}{5}}+{\frac {Ni+Cu}{15}}}   (IIW:s definition)
{\displaystyle {CE}=C+{\frac {Mn}{6}}+0,06} (förenklad)
Uttrycken är empiriska och används för att bedöma ett ståls härdningsbenägenhet och svetsbarhet, ett högt värde medför risk att stålet blir sprött. 
Det förenklade uttrycket kan användas om inte halterna av alla ämnen är kända.
American Welding Society använder en liknande beräkning som även tar hänsyn till kisel (Si).
Den japanska organisationen Japanese Welding Engineering Society har tagit fram Pcm (critical metal parameter for weld cracking) där även bor (B) har en inverkan.
Man kan svetsa stål med hög kolekvivalent genom åtgärder, till exempel  förvärmning, speciella elektroder eller ändrad foggeometri.

### Jämförelse Svetsbarhet-Kolekvivalent
| Kolekvivalent | Svetsbarhet |
| ------------- | ----------- |
| upp till 0.35 | Utmärkt     |
| 0.36–0.40     | Mycket bra  |
| 0.41–0.45     | Bra         |
| 0.46–0.50     | Kan gå      |
| Över 0.50     | Dåligt      |